# (33360) 1999 AK25
1999 AK25 (asteroide 33360) é um asteroide da cintura principal. Possui uma excentricidade de 0.13135950 e uma inclinação de 0.91150º.
Este asteroide foi descoberto no dia 15 de janeiro de 1999 por Sauro Donati em Monte Agliale.